# WTA German Open 1992
Il WTA German Open 1992 è stato un torneo di tennis giocato sulla terra rossa.
È stata la 80ª edizione del German Open, che fa parte della categoria Tier I nell'ambito del WTA Tour 1992.
Si è giocato al Rot-Weiss Tennis Club di Berlino in Germania dall'11 al 17 maggio 1992.

## Campionesse

### Singolare
Steffi Graf ha battuto in finale  Arantxa Sánchez con il punteggio di 4–6, 7–5, 6–2.

### Doppio
Jana Novotná /  Larisa Neiland hanno battuto in finale
 Gigi Fernández /  Nataša Zvereva con il punteggio di 7–6(5), 4–6, 7–5.